# Dva bileta v Indiju
Dva bileta v Indiju (russisk: Два билета в Индию) er en sovjetisk animationsfilm fra 1985 af Roman Katjanov.

## Medvirkende
- Jurij Andrejev
- Marija Vinogradova som Dimka
- Jurij Volyntsev
- Olga Gromova som Julka
- Nina Zorskaja